# Joseph-Antoine Besson
Pour l’article homonyme, voir Besson.
Joseph-Antoine Besson, né le 10 février 1717 à Flumet et mort à Chapeiry, le 26 mai 1763, est un prêtre catholique et historien savoyard.

## Biographie
Joseph-Antoine naît le 10 février 1717 à Flumet, dans le duché de Savoie,. Il est le fils aîné d'une fratrie de quatre enfants. Son père, Jean-Nicolas Besson, est un notaire de Flumet, qualifié de vénérable, et est un négociant. Sa mère, Françoise Jorand, est originaire d'au-delà du duché de Savoie. Elle meurt en 1733, à l'âge de 40 ans. Son père se remarie avec Louise Masson, originaire de La Clusaz et d'une famille de notaires. Cette seconde union donnera naissance à une douzaine d'enfants.
Joseph-Antoine Besson fait ses éludes au grand séminaire d'Annecy, passe sa thèse de licence en théologie en 1738, il est ordonné prêtre le 21 février 1741 et nommé en 1744 chapelain au monastère de la l'ordre de la Visitation d'Annecy fondé par de Jeanne de Chantal. Dès cette époque il entreprend ses recherches dans les archives de Savoie, il travaille pour les bénédictins de l'abbaye de Saint-Germain-des-Prés qui préparaient la nouvelle édition du Gallia Christiana. Pourvu le 3 août 1757 de la petite cure de Chapeiry, il lance en 1758, sans l'autorisation de ses supérieurs, le prospectus de sa grande œuvre Mémoires pour l'histoire ecclésiastique des diocèses de Genève, Tarentaise, Aoste et Maurienne et du décanat de Savoie où il comptait publier ses découvertes. 
II fait, non sans difficultés, imprimer son livre l'année suivante et sa parution lui vaut plus de critiques que de louanges. Après sa mort, survenue le 26 mai 1763, sa réputation s’accroît. L'Académie salésienne a publié des Notes et compléments à ses « Mémoires » ; une table en a été donnée. Sa correspondance a été éditée par la Revue savoisienne (1882-1883). Il a laissé deux volumes de manuscrits inédits, surtout des généalogies.